# Gambela Zuria
Gambela Zuria est un woreda de la zone Anuak de la région Gambela, en Éthiopie. Il s'étend autour de la capitale régionale Gambela qui est un woreda distinct. Gambela Zuria compte 10 590 habitants en 2007.

## Géographie

### Localisation
Gambela Zuria est une subdivision administrative de la zone Anuak. Il est bordé au sud par Abobo, à l'ouest par le woreda spécial d'Itang, et au nord et à l'est par la région d'Oromia. Gambela, qui est la capitale de la Région, est entourée par ce woreda.
Les altitudes à Gambela varient de 400 à 600 mètres ; le point culminant est le mont Mesengo den Ch'aka. Les rivières comprennent le Baro. Selon l'Atlas de l'économie rurale éthiopienne publié par l'Agence centrale de la statistique, environ 20 % du woreda est couvert de forêts. Un point de repère notable est le parc national de Gambela, qui couvre le woreda au sud du Baro et à l'ouest de la route Gambela - Fugnido.

## Histoire
Au début de la République Fédérale Démocratique d'Éthiopie, Gambela faisait partie de la Zone Administrative 1. C'est entre 2001 et 2007 que la zone connaît une réorganisation et Gambela intègre la zone Anuak.
À partir de décembre 2003, la mort de 8 personnes, dont trois responsables gouvernementaux et un policier, à l'extérieur de la ville de Gambella entraîne de nouvelles violences, causant la mort de 70 à 150 personnes. En conséquence, le Programme alimentaire mondial et le Haut-Commissariat des Nations Unies pour les réfugiés ont retiré leur personnel international par souci de sécurité.

## Démographie

### Population
Sur la base du recensement de 2007 réalisé par l'Agence centrale de la statistique, ce woreda a une population totale de 10 590, dont 5 069 hommes et 5 521 femmes; avec une superficie de 3 118,79 kilomètres carrés, Gambela a une densité de population de 3,40, ce qui est inférieur à la moyenne de la zone qui est de 4,83 personnes par kilomètre carré. Alors que 1 096 ou 10,35% sont des citadins, 264 autres ou 2,49% sont des pasteurs. Au total, 2 595 ménages ont été dénombrés dans ce woreda, ce qui donne une moyenne de 4,1 personnes par ménage et 2 528 logements. 

### Religion
La majorité des habitants se disent protestants, 75,72 % de la population déclarant observer cette croyance, tandis que 9,28 % de la population pratiquent le christianisme orthodoxe éthiopien, 5,19 % sont catholiques, 1,79 % pratiquent les religions traditionnelles et 1,48 % sont musulmans.

### Groupes socio-ethniques
Selon le recensement national de 1994, la population du woreda était de 26 439 habitants répartis en 12 532 ménages, dont 13 781 hommes et 12 658 femmes ; 18 263 ou 69,08% de la population étaient des citadins. Les cinq plus grands groupes ethniques du woreda de Gambela étaient les Anuak (48,03%), les Oromo (20,13%), les Amhara (9,89%), les Nuer (7,83%) et les Tigray (4,65%) ; tous les autres groupes ethniques représentaient 9,47% de la population. L'anuak est parlé comme première langue par 48,15%, 20,21% parlent l'oromiffa, 10,77%, l'amharique, 7,78% le nuer et 4,42% parlent le tigrinya ; les 8,67% restants parlaient toutes les autres langues principales déclarées. Le plus grand groupe d'habitants a déclaré professer le christianisme orthodoxe éthiopien, avec 41,42% de la population déclarant pratiquer cette croyance, tandis que 25,4% étaient protestants, 6,43% pratiquaient les religions traditionnelles, 5,19% étaient catholiques et 4,285% étaient musulmans.

## Économie
Bien que Gambela Zuria soit le woreda le plus économiquement développé de la Région, son économie est essentiellement agricole⁣ ; cependant, il n'y a pas de coopératives agricoles. La densité du réseau routier estimé est comprise entre 20,1 et 30 kilomètres par 1 000 kilomètres carrés.